# Paramabhodisatva
Paramabhodisatva est un roi de la IXe Dynastie du royaume de Champā qui règne de 1081 à 1086.

## Contexte
Le prince Pān est un frère du roi Harivarman IV. À la mort de ce dernier en 1080 son fils le prince Vāk lui succède sous le nom de Jaya Indravarman II n'est âgé que de seulement neuf ans. Son oncle s'impose comme régent. Puis en 1081 il usurpe le trône sous le nom royal de Paramabhodisatva. Le nouveau souverain chasse un usurpateur qui s'était proclamé roi à Panrān et entretint des relations pacifiques avec le Dai Viet à qui il verse annuellement un tribut. Un groupe de notables prend le parti du jeune roi déchu et à la suite d'une brève guerre civile il est rétabli et couronné une seconde fois. Paramabhodisatva disparaît alors des sources.

## Source
- Georges Maspero “Le Royaume De Champa.” T'oung Pao Chapitre VI (suite) , Second Series, Vol. 12, No. 2 (1911) Dynastie X p. 236-258 (23 pages)JSTOR, www.jstor.org/stable/4526131. Consulté le 30 décembre 2020.